# Anthony Bonanno
Pour les articles homonymes, voir Bonanno.
Anthony Bonanno, professeur et chercheur en archéologie de l’Université de Malte. Il est également vice-président de l’Archeological Society of Malta.

## Biographie
Né à Malte, Anthony Bonanno y a commencé ses études puis fait ses études universitaires à l'université de Palerme où il a obtenu un doctorat en italien classique avec une part importante en archéologie (Langues et littératures dans la Grèce et la Rome antique : 1000 av. J.-C. - 500 ap. J.-C.). Il poursuivit ses études de post-doctorat à l'Institut d'archéologie de l'université de Londres sur le statuaire romain.
En 1971, de retour à Malte, il est maître de conférences en archéologie à l'Université de Malte, avant de devenir professeur associé et professeur. Il devient rapidement un spécialiste de l’archéologie maltaise. En 1989, il accède à la direction du département des langues anciennes et de l’archéologie de l’université de Malte.
Son originalité et son amour des « vieilles pierres » le pousse à demander la restauration d’une ferme maltaise du XIXe siècle, complètement délabrée et jouxtant les parkings de l’université. En 1990, il y installe son département au grand plaisir de ses étudiants.
De 1987 à 1992, il participe, aux côtés de ses confrères de l’université de Cambridge, aux fouilles de l’hypogée de Xagħra. Depuis 1996, il dirige avec son département les fouilles du site de Tas-Silg.